# Enspijk
Enspijk (51° 53′ N, 5° 13′ L) é uma cidade dos Países Baixos, na província de Guéldria. Enspijk pertence ao município de Geldermalsen, e está situada a 14 km, a oeste de Tiel.
Em 2001, a cidade de Enspijk tinha 320 habitantes. A área urbana da cidade é de 0,096 km² e tem 132 residências. 
A área de Enspijk, que também inclui as partes periféricas da cidade, bem como a zona rural circundante, tem uma população estimada em 600 habitantes.